# 森林佐蛛
森林佐蛛（学名：Zora nemoralis）为狼栉蛛科狼栉蛛属的动物。分布于古北区以及中国大陆的甘肃、内蒙古等地。该物种的模式产地在欧洲。